# Rock proletario
El rock proletario es un movimiento musical Oi! formado por redskins de varios países de habla hispana. La música comúnmente tiene un fuerte mensaje político marxista, además de tener canciones que hablan de la situación de la clase trabajadora, las victorias de la Unión Soviética, violencia contra skinheads fascistas y racistas, crecimiento físico y mental, solidaridad entre skins antifascistas, etc.

## Rock Proletario Internacional
El 23 de junio de 2005 se fundó «Rock Proletario Internacional», una organización dedicada a la difusión de ideas marxistas y bandas de rock proletario. Las bandas fundadoras fueron Núcleo Terco, Komintern 43 y M.A.D.

## Escenas locales

### España
En España existen y existían varias bandas de este género como Núcleo Terco, Mencer Vermello, Non Servium, Kommintern, Acción Proletaria, Katsinumok, RPG-7, Conflicte, Opcio K-95, Rabia Proletaria, Inadaptats, Eina, Cor Fort, Redstorm, Mossin Nagant, Los Monstruitos, Azero, Boot Boys, A Quemarropa, Kop. Se podría considerar a Habeas Corpus, con influencia del Heavy Metal o a Boikot con base de Ska Punk.

### Chile
En Chile actualmente están Guardia Bermellón, Fiskales Ad-Hok, Skaldik, el Colectivo Musical La Furia (siendo estos anarquistas), y Geminché, siendo esta última, banda aún en formación. 

### Argentina
En Argentina se destacan Las Manos de Filippi, Marzo del '76, Da Skate y Tango 14 por sus letras con influencia marxista o libertarias, sin embargo el término Rock Proletario no es muy usado en este país. En el circuito underground se destacan bandas como Antiheroes (quienes, entre sus temáticas, hacen mención a las huelgas de La Patagonia Rebelde de 1921), Guerra de Cerdos (quienes fusionan géneros desde el post punk hasta el thrash metal), Kargo de Konciencia (K.D.K), entre otras.

### Perú
En este país encontramos a MAD (Más allá de los dogmas), Bizarro, Rescoldos, y Amauta; el primer grupo en denominarse Rock Proletario fue MAD.

### Colombia
Komintern 43, Brigada Oi, Red Terror, Red noise, Estandarte Oi, Día de la Victoria Banda y Zobrio Tributo son las más reconocidas en Colombia.

### Venezuela
Piolet Rock Proletario.

### México
Actualmente grupos como TIROFIJO HC, Brigada Roja o Nacidos del Odio

### Brasil
Veteranos de Guerra, Garotos Podres, Flicts, Dr. Mao e os Espiões Secretos, Farofa de Porco, Juventude Maldita y Subversivos.

### Ecuador
Guerreros de Papel